# Matteo Da Ros
Matteo Da Ros (Milano, 25 settembre 1989) è un cestista italiano.

## Carriera
Ha mosso i primi passi cestistici nel minibasket della Pol. Tumminelli Romana di Milano.
Cresciuto nella Forti e Liberi di Monza dove, nel 2006-07, ha disputato la sua prima stagione da titolare in B2, è stato acquistato dalla Virtus Bologna nel mese di agosto 2007.
Ha esordito in serie A il 18 ottobre del 2007 contro la Benetton Treviso, giocando un solo minuto. Ha poi segnato i suoi primi punti nel massimo campionato italiano il 28 ottobre 2007, contro la Scavolini Pesaro, segnando 6 punti con 2 su 2 da tre e giocando 7 minuti, in una partita che la sua squadra ha perso 102-83
Per la stagione 2008-09 ha firmato un contratto annuale con l'Intertrasport Treviglio, squadra di serie A dilettanti, andando a supportare il reparto lunghi.
Per la stagione 2010-11 ha firmato un contratto annuale con la Supermercati Sigma Barcellona, squadra neopromossa in Lega2, dove è andato a rinforzare la batteria dei lunghi.
Nella stagione 2011-12 viene confermato nelle file del Basket Barcellona, nel campionato di Lega2. Durante la stagione, grazie ad una serie di ottime prestazioni, arriva a far parte del quintetto titolare.
Nell'estate 2012 firma un contratto biennale con la Tezenis Verona con la quale affronterà nuovamente il campionato di Legadue ma dopo due stagioni torna nella compagine siciliana, per poi finire nuovamente nell'estate 2015 a Verona.
Dopo quattro stagioni con la maglia di Trieste, Da Ros firma un biennale con la Pallacanestro Cantù, con un'opzione per il terzo anno.

## Statistiche

### Presenze e punti nei club
Statistiche aggiornate al 11 gennaio 2023.
| Stagione        | Squadra                       | Competizione  | Partite | Partite | Partite | Statistiche tiro | Statistiche tiro | Statistiche tiro | Altre statistiche | Altre statistiche | Altre statistiche | Altre statistiche | Altre statistiche |
| Stagione        | Squadra                       | Competizione  | Pres.   | Titol.  | Minuti  | Tiri da 2        | Tiri da 3        | Liberi           | Rimb.             | Assist            | Rubate            | Stopp.            | Punti             |
| --------------- | ----------------------------- | ------------- | ------- | ------- | ------- | ---------------- | ---------------- | ---------------- | ----------------- | ----------------- | ----------------- | ----------------- | ----------------- |
| 2006-2007       | Ims Monza                     | Serie B2      | 26      | 10      | 545     | 39/71            | 23/74            | 27/35            | 101               | 11                | 17                | 12                | 174               |
| 2007-2008       | La Fortezza Bologna           | Serie A       | 6       | 1       | 13      | 2/5              | 3/8              | 0/0              | 3                 | 1                 | 1                 | 1                 | 13                |
| 2008-2009       | Intertransport Treviglio      | Serie A dil   | 22      | 0       | 257     | 20/42            | 15/40            | 20/25            | 37                | 3                 | 24                | 3                 | 105               |
| 2009-2010       | Co.Mark Treviglio             | Serie A dil   | 28      | 8       | 693     | 66/157           | 38/115           | 37/52            | 127               | 26                | 44                | 26                | 283               |
| 2010-2011       | Sigma Barcellona              | Legadue       | 30      | 2       | 409     | 32/53            | 8/24             | 11/25            | 75                | 7                 | 20                | 11                | 99                |
| 2011-2012       | Sigma Barcellona              | Legadue       | 28      | 13      | 605     | 74/131           | 11/38            | 49/70            | 107               | 30                | 37                | 19                | 230               |
| 2013-2014       | Tezenis Verona                | DNA Gold      | 30      | 16      | 709     | 77/163           | 15/43            | 26/42            | 120               | 55                | 19                | 5                 | 225               |
| 2014-2015       | Orange Moon Barcellona        | Serie A2 Gold | 25      | 25      | 897     | 105/218          | 19/89            | 51/76            | 182               | 82                | 26                | 18                | 318               |
| 2015-2016       | Tezenis Basket Verona         | Serie A2 Gold | 22      | 18      | 611     | 52/111           | 12/42            | 22/36            | 116               | 51                | 16                | 7                 | 162               |
| 2016-2017       | Alma Trieste                  | Serie A2      | 30      | -       | 918     | 111/236          | 20/73            | 54/99            | 193               | 116               | 28                | 11                | 336               |
| 2017-2018       | Alma Trieste                  | Serie A2      | 22      | -       | 674     | 69/146           | 12/37            | 29/43            | 141               | 106               | 24                | 7                 | 203               |
| 2018-2019       | Alma Trieste                  | Serie A       | 28      | 12      | 526     | 52/91            | 5/33             | 16/23            | 122               | 45                | 24                | 15                | 135               |
| 2019-2020       | Allianz Pallacanestro Trieste | Serie A       | 19      | 2       | 351     | 31/62            | 8/31             | 11/19            | 56                | 27                | 14                | 3                 | 97                |
| 2020-2021       | Allianz Pallacanestro Trieste | Serie A       | 28      | 18      | 385     | 38/78            | 11/32            | 13/27            | 95                | 52                | 16                | 7                 | 122               |
| 2021-2022       | Acqua S.Bernardo Cantù        | Serie A2      | 30      | -       | 865     | 75/146           | 17/52            | 23/35            | 151               | 113               | 31                | 6                 | 224               |
| 2022-2023       | Acqua S.Bernardo Cantù        | Serie A2      | 15      | -       | 319     | 19/43            | 5/20             | 15/20            | 69                | 47                | 31                | 1                 | 68                |
| Totale carriera |                               |               |         |         |         |                  |                  |                  |                   |                   |                   |                   |                   |

### Play-off
Statistiche aggiornate al 11 gennaio 2023.
| Stagione        | Squadra                       | Competizione  | Partite | Partite | Partite | Statistiche tiro | Statistiche tiro | Statistiche tiro | Altre statistiche | Altre statistiche | Altre statistiche | Altre statistiche | Altre statistiche |
| Stagione        | Squadra                       | Competizione  | Pres.   | Titol.  | Minuti  | Tiri da 2        | Tiri da 3        | Liberi           | Rimb.             | Assist            | Rubate            | Stopp.            | Punti             |
| --------------- | ----------------------------- | ------------- | ------- | ------- | ------- | ---------------- | ---------------- | ---------------- | ----------------- | ----------------- | ----------------- | ----------------- | ----------------- |
| 2008-2009       | Intertransport Treviglio      | Serie A dil   | 6       | 0       | 72      | 7/10             | 4/11             | 5/6              | 8                 | 2                 | 5                 | 2                 | 31                |
| 2009-2010       | Co.Mark Treviglio             | Serie A dil   | 1       | 0       | 24      | 5/6              | 1/3              | 0/3              | 4                 | 1                 | 0                 | 0                 | 13                |
| 2010-2011       | Sigma Barcellona              | Legadue       | 6       | 0       | 67      | 5/12             | 3/7              | 2/2              | 13                | 1                 | 4                 | 3                 | 21                |
| 2011-2012       | Sigma Barcellona              | Legadue       | 7       | 7       | 170     | 27/45            | 7/14             | 4/8              | 32                | 6                 | 12                | 2                 | 79                |
| 2013-2014       | Tezenis Verona                | DNA Gold      | 9       | 4       | 218     | 22/48            | 2/4              | 18/25            | 37                | 11                | 3                 | 4                 | 68                |
| 2015-2016       | Tezenis Basket Verona         | Serie A2 Gold | 3       | -       | 94      | 7/20             | 0/5              | 2/5              | 24                | 9                 | 2                 | 0                 | 16                |
| 2016-2017       | Alma Trieste                  | Serie A2      | 17      | -       | 504     | 65/135           | 14/40            | 17/43            | 92                | 63                | 16                | 4                 | 189               |
| 2017-2018       | Alma Trieste                  | Serie A2      | 13      | -       | 378     | 49/91            | 7/33             | 6/12             | 64                | 53                | 8                 | 5                 | 125               |
| 2018-2019       | Alma Trieste                  | Serie A       | 4       | 2       | 86      | 16/26            | 0/6              | 2/3              | 18                | 9                 | 4                 | 0                 | 34                |
| 2020-2021       | Allianz Pallacanestro Trieste | Serie A       | 3       | 1       | 55      | 2/6              | 0/1              | 0/2              | 10                | 3                 | 2                 | 0                 | 4                 |
| 2021-2022       | Acqua S.Bernardo Cantù        | Serie A2      | 12      | -       | 348     | 37/74            | 7/23             | 14/18            | 72                | 24                | 12                | 3                 | 109               |
| Totale carriera |                               |               |         |         |         |                  |                  |                  |                   |                   |                   |                   |                   |

## Palmarès
- Campionato italiano dilettanti: 1

Amici Pall. Udinese: 2024-25
- Supercoppa LNP: 1

Pall. Trieste: 2017